# Rodd vid olympiska sommarspelen 1968
Rodd vid olympiska sommarspelen 1968 avgjordes i Lake Xochimilco i Mexiko City.

## Medaljörer
| Event                         | Guld | Silver | Brons |
| Singelsculler Detaljer...     | Henri Jan Wienese (NED) | Jochen Meißner (FRG) | Alberto Demiddi (ARG) |
| Dubbelsculler Detaljer...     | Aleksandr Timosjinin och Anatolj Sass (URS) | Henricus Droog och Leendert Van Dis (NED)                                                                                | John Nunn och Bill Maher (USA) |
| Tvåa utan styrman Detaljer... | Jörg Lucke och Heinz-Jörg Bothe (GDR) | Laurence Hough och Philip Johnson (USA)                                                                                  | Peter Christiansen och Ivan Larsen (DEN) |
| Tvåa med styrman Detaljer...  | Italien Primo Baran Renzo Sambo Bruno Cipolla | Nederländerna Herman Suselbeek Hadriaan van Nes Roderick Rijnders                                                        | Danmark Jørn Krab Harry Jørgensen Preben Krab |
| Fyra utan styrman Detaljer... | Östtyskland Frank Forberger Frank Rühle Dieter Grahn Dieter Schubert                                                                                    | Ungern Zoltán Melis József Csermely György Sarlós Antal Melis                                                            | Italien Renato Bosatta Pier Conti-Manzini Tullio Baraglia Abramo Albini |
| Fyra med styrman Detaljer...  | Nya Zeeland Dick Joyce Ross Collinge Dudley Storey Warren Cole Simon Dickie                                                                             | Östtyskland Peter Kremtz Manfred Gelpke Roland Göhler Klaus Jacob Dieter Semetzky                                        | Schweiz Denis Oswald Peter Bolliger Hugo Waser Jakob Grob Gottlieb Fröhlich                                                                                                  |
| Åtta med styrman Detaljer...  | Västtyskland Horst Meyer Wolfgang Hottenrott Dirk Schreyer Egbert Hirschfelder Rüdiger Henning Jörg Siebert Lutz Ulbricht Nikolaus Ott Günther Thiersch | Australien Bob Shirlaw Gary Pearce John Ranch David Douglas Peter Dickson Joe Fazio Michael Morgan Alf Duval Alan Grover | Sovjetunionen Zigmas Jukna Aleksandr Martysjkin Antanas Bagdonavičius Vytautas Briedis Volodymyr Sterlyk Valentyn Kravtjuk Juozas Jagelavičius Viktor Suslin Juri Lorentsson |

## Medaljtabell
| Pl.    | Nation        | Guld | Silver | Brons | Totalt |
| ------ | ------------- | ---- | ------ | ----- | ------ |
| 1      | Östtyskland   | 2    | 1      | 0     | 3      |
| 2      | Nederländerna | 1    | 2      | 0     | 3      |
| 3      | Västtyskland  | 1    | 1      | 0     | 2      |
| 4      | Italien       | 1    | 0      | 1     | 2      |
| 4      | Sovjetunionen | 1    | 0      | 1     | 2      |
| 6      | Nya Zeeland   | 1    | 0      | 0     | 1      |
| 7      | USA           | 0    | 1      | 1     | 2      |
| 8      | Ungern        | 0    | 1      | 0     | 1      |
| 8      | Australien    | 0    | 1      | 0     | 1      |
| 10     | Danmark       | 0    | 0      | 2     | 2      |
| 11     | Argentina     | 0    | 0      | 1     | 1      |
| 11     | Schweiz       | 0    | 0      | 1     | 1      |
|        |               |      |        |       |        |
| Totalt | Totalt        | 7    | 7      | 7     | 21     |